# Kampong Cham
Kampong Cham är en provins i östra Kambodja. Provinsen hade 1 680 694 invånare år 2008, på en area av 9 799 km². Provinshuvudstaden är Kampong Cham.

## Administrativ indelning
Provinsen är indelad i följande distrikt:
- 0301 Batheay (បាធាយ)
- 0302 Chamkar Leu (ចំការលើ)
- 0303 Cheung Prey (ជើងព្រៃ)
- 0304 Dambae (ដំបែ)
- 0305 Kampong Cham (កំពង់ចាម)
- 0306 Kampong Siem (កំពង់សៀម)
- 0307 Kang Meas (កងមាស)
- 0308 Koh Sotin (កោះសូទិន)
- 0309 Krouch Chhmar (ក្រូចឆ្មារ)
- 0310 Memot (មេមត់)
- 0311 Ou Reang Ov (អូរាំងឪ)
- 0312 Ponhea Kraek (ពញ្ញាក្រែក)
- 0313 Prey Chhor (ព្រៃឈរ)
- 0314 Srey Santhor (ស្រីសន្ធរ)
- 0315 Stueng Trang (ស្ទឹងត្រង់)
- 0316 Tbuong Kmoum (ត្បូងឃ្មុំ)